# Geschützter Landschaftsbestandteil Bergbauareal Rhonard
Der Geschützte Landschaftsbestandteil Bergbauareal Rhonard mit einer Flächengröße von 3 ha liegt östlich von Olpe im Kreis Olpe in Nordrhein-Westfalen. Es wurde 2020 durch den Kreistag des Kreises Olpe als Geschützter Landschaftsbestandteil (LB) mit dem Landschaftsplan  Nr. 5 Rothaarvorhöhen zwischen Olpe und Altenhundem ausgewiesen. Von 1984 bis 2020 gehörten die Flächen zum Landschaftsschutzgebiet Kreis Olpe. Westlich grenzt direkt das Naturschutzgebiet Grubenhalde Rhonard an und östlich die Bundesstraße 54. Der LB ist sonst vom Landschaftsschutzgebiet Rothaarvorhöhen, Typ A umgeben. 

## Gebietsbeschreibung
Im LB liegt ein Teil vom historischen Bergbauareals Rhonard mit seinen Pingen, Schachtpingen, Schächten, Halden und Stolleneingängen. Es handelt sich um ein Bergbauareal, welches ab etwa 1500 genutzt wurde. Hier ist die Bergbaugeschichte zu einer entscheidenden Phase am Beginn der Industrialisierung sichtbar.
Der Landschaftsplan führt zum LB aus: „Mit unterschiedlich exponierten Böschungen und eigenem Kleinklima stellen die Pingen und weitere Eintiefungen zudem Sonderbiotope im Wald dar, die durch eine Laubholzbestockung in der unmittelbaren Umgebung in ihrem Biotoppotenzial noch gestärkt werden könnten. Gegenüber vielen anderen historischen Bergbauarealen der Region und des Plangebietes zeichnet sich das Bergbauareal Rhonard aufgrund der sehr hohen Dichte bergbaulicher Relikte durch eine besonders hohe Ablesbarkeit seiner landeskundlichen und kulturlandschaftlichen Bedeutung aus.“
Das Naturschutzgebiet Grubenhalde Rhonard, der Geschützte Landschaftsbestandteil Bergbauareal Rhonard und weitere Flächen sind ein geschütztes Biotop nach § 30 BNatSchG mit einer Flächengröße von 7,48 ha, Kennung BK-OE-00072 und der Bezeichnung Historisches Grubengelände Auf der Rhonard.
Im LB haben sich nur entlang weniger Wegböschungen im LB auf dem Schotter des historischen Bergbaus Schwermetallrasen mit Vorkommen Taubenkropf-Leimkraut und der Breitblättrige Stendelwurz erhalten können. Noch bis in die 1970er Jahre gab es in offenen Haldenbereichen etwa 300 m unterhalb des heutigen NSG Vorkommen des Birngrün, Nordischer Streifenfarn und Kleines Wintergrün. Letztere Arten sind auf Grund der Fichten-Aufforstungen der Haldenbereiche verschwunden. Auf den wenigen noch offenen Schotterflächen kommen noch mehrere gefährdete Magerrasen-Arten wie Gewöhnliche Kreuzblume und Behaarter Ginster vor. 
Das Biotopkataster vom Landesamt für Natur, Umwelt und Verbraucherschutz Nordrhein-Westfalen führt zum Biotop aus: „Für einen langfristigen Erhalt des FFH-Lebensraumtyps 6130 Schwermetallrasen im NSG sind die hier beschriebenen noch offenen Haldenflächen außerhalb des bestehenden NSG sehr wichtige Trittsteinbiotope. Wichtigste Sofortmaßnahmen sind das Befreien der Schwermetallrasen von abgelagerten Holzabfällen an mehreren Stellen und die Bekämpfung der Vielblättrige Lupine im Nordteil. Entlang der Schwermetallrasen-Bänder an den Forstwegen sowie an den Pingen und Halden sollte der Fichtenwald an flachgründigen Stellen entfernt bzw. aufgelichtet werden. Randlich neben den Schwermetallrasen und in den Uferbereichen der Pingen und Halden sollte die Rohhumusschicht entfernt werden und Schotter des historischen Bergbaus wieder freigelegt werden. Heidebereiche (Vaccinium-Bestände) sollten dabei geschont werden und erhalten bleiben.“

## Schutzzweck
Der Landschaftsplan führt zum Schutzzweck aus: 
- „zur Sicherung des Heiderelikts,“
- „als wichtige Komponente der Leistungs- und Funktionsfähigkeit des Naturhaushaltes durch Erhaltung und Entwicklung seltener Biotopstrukturen sowie als Lebensstätte wild lebender Tier- und Pflanzenarten,“
- „als Verbindungselement im Sinne des Biotopverbunds,“
- „als seltenes Relikt einer kulturhistorischen Nutzungsform und Zeugnis der historischen Hude- und Plaggennutzung,“
- „zur Abwehr schädlicher Einwirkungen..“[1]

## Verbote
Es wurde ein spezielles Verbot für den LB erlassen:
- „die Bergbaurelikte, insbesondere Pingen, Schächte und Stollen zu zerstören, aufzufüllen oder in sonstiger Art und Weise zu beschädigen.“[1]

## Gebote
Für den LB wurden vier spezielle Gebote erlassen:
- „die bergbaulichen Relikte in ihrer Ausprägung und Ausdehnung zu erhalten,“
- „die Eintiefungen, wie Pingen, Abgrabungen, Schächte und Stollen von Schlagabraum freizuhalten,“
- „Nadelholzbestockung zu Gunsten bodenständiger Laubholzarten zu entnehmen, dabei sind die Bergbaurelikte zu berücksichtigen und zu erhalten,“
- „zum Schutz der historischen anthropogenen Geländeformen forstliche Erschließungsmaßnahmen mit der LWL-Archäologie für Westfalen, Außenstelle Olpe, abzustimmen.“[1]